# Semaeopus plenorbis
Semaeopus plenorbis là một loài bướm đêm trong họ Geometridae.